# 熙宁
熙宁（1068年—1077年）是北宋时宋神宗赵顼的第一个年号，共计10年。

## 年號含義
“熙”意即“兴盛、繁荣”，“宁”指安宁，謂繁荣安宁。

## 改元
- 治平五年——正月一日，有詔改元熙寧。[2][3]
- 熙寧十年——十二月六日，有詔明年改元元豐。[4][5][6]

## 紀年對照表
| 熙宁 | 元年   | 二年   | 三年   | 四年   | 五年   | 六年   | 七年   | 八年   | 九年   | 十年   |
| ---- | ------ | ------ | ------ | ------ | ------ | ------ | ------ | ------ | ------ | ------ |
| 公元 | 1068年 | 1069年 | 1070年 | 1071年 | 1072年 | 1073年 | 1074年 | 1075年 | 1076年 | 1077年 |
| 干支 | 戊申   | 己酉   | 庚戌   | 辛亥   | 壬子   | 癸丑   | 甲寅   | 乙卯   | 丙辰   | 丁巳   |

## 大事记
- 王安石變法
- 宋越熙寧戰爭
- 阿雲案

## 同期存在的其他政權之紀年
- 中國
  - 咸雍（1065年－1074年）：契丹、遼—遼道宗耶律洪基之年號
  - 大康（1075年－1084年）：遼—遼道宗耶律洪基之年號
  - 乾道（1067年－1068年）：西夏—夏惠宗李秉常之年號
  - 天賜禮盛國慶（1069年－1074年）：西夏—夏惠宗李秉常之年號
  - 大安（1075年－1085年）：西夏—夏惠宗李秉常之年號
  - 正德（1062年－1073年）：大理—段思廉之年號
  - 保德（1074年－1075年）：大理—段思廉之年號
  - 上德（1076年）：大理—段連義之年號
  - 廣安（1077年－1080年）：大理—段連義之年號
- 越南
  - 龍章天嗣（1066年－1068年）：李朝—李日尊之年號
  - 天貺寶象（1068年－1069年）：李朝—李日尊之年號
  - 神武（1069年－1072年）：李朝—李日尊之年號
  - 太寧（1072年－1076年）：李朝—李乾德之年號
  - 英武昭勝（1076年－1084年）：李朝—李乾德之年號
- 日本 
  - 治曆（1065年－1069年）：後冷泉天皇與後三条天皇之年号
  - 延久（1069年－1074年）：後三条天皇與白河天皇之年号
  - 承保（1074年－1077年）：白河天皇之年号
  - 承曆（1077年－1081年）：白河天皇之年号

## 深入閱讀
- 李崇智. . 北京: 中華書局. 2004年12月. ISBN 7101025129.
- 鄧洪波. . 臺北: 國立臺灣大學東亞經典與文化研究計劃. 2005年3月  [2021-11-19]. ISBN 9789860005189. （原始内容 (pdf)存档于2007-08-25）.

| 前一年號： 治平 | 北宋年号 | 下一年號： 元丰 |